# Plebiscito di Roma del 1870
Il plebiscito di Roma del 1870 fu un plebiscito che si svolse domenica 2 ottobre 1870 per sancire l'annessione al Regno d'Italia del territorio di Roma e del Lazio dopo la presa di Roma.

## Contesto storico
Dopo la presa di Roma il governo del Regno aveva "nei memorandum diramati all'estero", "proclamato il diritto dei romani di scegliersi il governo che desideravano". Così come era stato fatto per le altre provincie italiane, anche a Roma fu quindi indetto un plebiscito per sancire l'avvenuta riunificazione della città con il Regno d'Italia.
La formula inizialmente proposta vedeva all'inizio del quesito proposto la formula «Colla certezza che il governo italiano assicurerà l'indipendenza dell'autorità spirituale del Papa, ...». Questa premessa fu poi giudicata inutile e la domanda posta fu:
Inizialmente il governo a Firenze aveva esclusa dalla votazione la Città Leonina, che si voleva lasciare sotto il controllo del papa, ma le rimostranze di parte della popolazione e la mancanza di interesse da parte del governo pontificio spinsero le autorità locali a permettere anche agli abitanti di quel rione di partecipare alla consultazione, seppure con un seggio posto oltre ponte Sant'Angelo.
Il plebiscito si svolse il 2 ottobre 1870, una domenica. A Roma i risultati videro ufficialmente la schiacciante vittoria dei sì, 40.785, a fronte dei no che furono solo 46. Il risultato complessivo nella provincia di Roma fu di 77.520 "sì" contro 857 "no". In tutto il territorio annesso i risultati furono 133.681 "sì" contro 1.507 "no". Tuttavia i dati non appaiono sorprendenti se si considera la spinta delle schiere cattoliche all'astensionismo, talvolta attuata anche con qualche escamotage (ad esempio a Veroli il vescovo sceglie proprio il 2 ottobre per dispensare con solennità la Cresima). Ma l'invito all'astensione non fu lungimirante: permise al governo italiano di ostentare la schiacciante maggioranza dei sì, mentre il numero dei non votanti, per non parlare dei non iscritti, rimase nell'ombra.

## Risultati

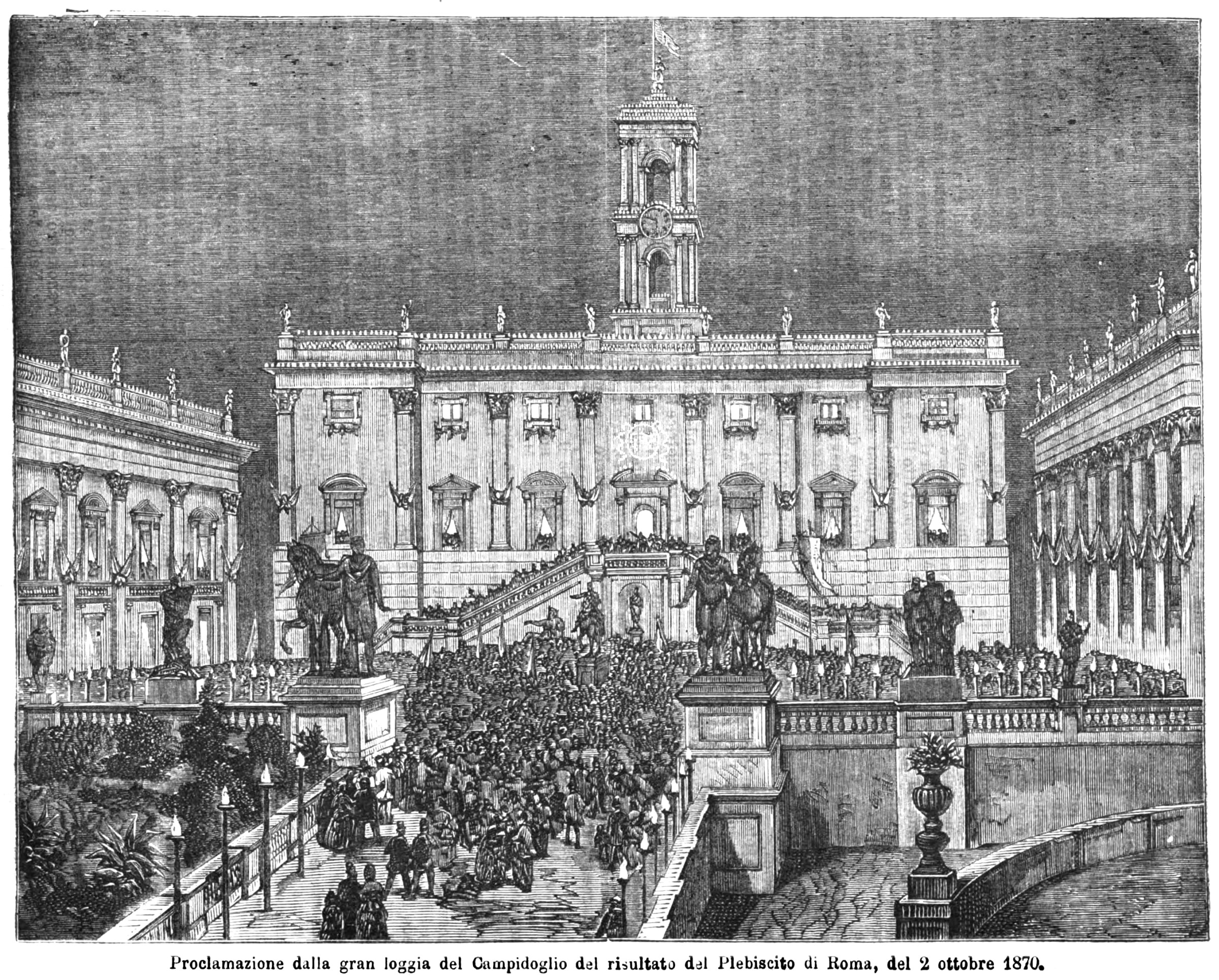
Proclamazione dalla gran loggia del Campidoglio dei risultati del plebiscito

Sono disponibili i risultati complessivi per i singoli territori di Roma e provincia e delle province di Civitavecchia, Frosinone, Velletri e Viterbo.
| Risultati     | Risultati     | Numero  | %      |
| ------------- | ------------- | ------- | ------ |
|               | Sì            | 133 681 | 98,89% |
|               | No            | 1 507   | 1,11%  |
|               |               |         |        |
| Iscritti      | Iscritti      | 167 548 |        |
| ↳ Votanti     | ↳ Votanti     | 135 291 | 80,75% |
| ↳ Voti validi | ↳ Voti validi | 135 188 | 99,92% |
| ↳ Voti nulli  | ↳ Voti nulli  | 103     | 0,08%  |

L'annessione fu formalizzata con regio decreto 9 ottobre 1870, n. 5903, che all'art. 1 stabiliva «Roma e le provincie romane fanno parte del Regno d'Italia».